# Marek Deutsch
Marek Deutsch (* 23. března 1987) je bývalý český florbalový obránce a reprezentant. Svoji vrcholovou kariéru v letech 2003 až 2019 strávil v klubu Tatran Střešovice, se kterým získal devět mistrovských titulů a kde byl několik sezón kapitánem.

## Klubová kariéra
Za Tatran hrál již jako junior. Do nejvyšší české florbalové soutěže nastoupil za Tatran poprvé v sezóně 2003/2004. V týmu zůstal 16 let až do sezóny 2018/2019. S Tatranem získal v sezónách 2003/2004 až 2007/2008, 2009/2010 až 2011/2012 a 2014/2015 devět titulů. Z toho k poslednímu titulu dovedl tým jako kapitán, kterým byl v sezónách 2013/2014 až 2016/2017.
V roce 2007 se stal prvním českým florbalistou potrestaným za doping po pozitivním testu na marihuanu.
Po skončení vrcholové kariéry hrál za klub Traverza Mukařov v Národní lize.

## Reprezentační kariéra
V juniorské kategorii reprezentoval poprvé na mistrovství světa v roce 2003, kde Češi získali bronzové medaile. Byla to první česká reprezentační medaile. Účastnil se i juniorského mistrovství roce 2005.
V mužské reprezentaci působil v letech 2007 až 2017. Hrál na třech mistrovstvích světa mezi ročníky 2010 a 2014, na kterých získal dvě bronzové medaile.
V dubnu 2014 na Euro Floorball Tour s českým týmem poprvé zvítězili nad Švédskem  a získali první zlato v turnaji.
| Umístění | Soutěž                                       | Zápasy | Body |
| -------- | -------------------------------------------- | ------ | ---- |
|          | Mistrovství světa ve florbale do 19 let 2003 | 5      | 2    |
| 5.       | Mistrovství světa ve florbale do 19 let 2005 | 4      | 2    |
|          | Mistrovství světa ve florbale 2010           | 6      | 3    |
| 7.       | Mistrovství světa ve florbale 2012           | 5      | 2    |
|          | Mistrovství světa ve florbale 2014           | 6      | 1    |